# Romni
Romni (en rus: Ромны) és un poble del krai de Primórie, a l'Extrem Orient de Rússia, que en el cens del 2010 tenia 145 habitants.